# هبرديس الخارجية
الهبردس الخارجية كما تُكتب هبرديز الخارجية (بالغيلية الاسكتلندية: Na h-Eileanan Siar) وتعرف كذلك بالجزر الغربية أو الجزيرة الطويلة وهي سلسلة جزر تقع على الساحل الغربي للجزيرة الرئيسية اسكتلندا، هذه الجزر تابعة إداريًا لمجلس الجزر الغربية وهو أحد 32 مجلسا إداريا في اسكتلندا، ويشكلون جزءا من الهبرديس ويفصلها عن الجزيرة الاسكتلندية الرئيسية وعن الهبرديس الداخلية مضيق المينش وبحر الهبرديس وتعتبر اللغة الغيلية الاسكتلندية هي اللغة الأكثر انتشارًا لكن توجد بعض المناطق التي تتحدث بالإنجليزية بشكل أكبر.
معظم الجزر تتكون من حجر الأساس المتكون من الصخر المتحول القديم والمناخ المعتدل والمحيطي، يبلغ عدد سكان الـ 15 جزيرة المأهولة 27400 وتوجد أكثر من 50 جزيرة غير مأهولة من بارا هيد حتى وعقب لويس حوالي 250 كلم.
توجد العديد من المنشآت التي تعود إلى ما قبل التاريخ، ويرجع الكثير منها إلى ما قبل المراجع الأولى المكتوبة عن الجزر من قبل الكتاب الرومانيين واليونانيين. أصبحت الجزر الغربية جزءًا من مملكة الجزر والتي استمرت لأكثر من 400 سنة إلى أن انتقلت السيادة إلى اسكتلندا بموجب معاهدة بيرث في 1266. بعد ذلك انتقلت سيطرة الجزيرة إلى عشائر كلان، وأهمها ماكلويد، ماكدونالدز، ماكنزيز وماكنيلز، كان لتهجير الأراضي المرتفعة في القرن 19 تأثير مدمر على العديد من المجتمعات ولم يتوقف نقصان عدد السكان بها سوى في الأعوام الأخيرة، حاليا معظم المناطق تحت الإدارة المحلية وتتركز النشاطات التجارية فيها على السياحة، الصيد، زراعة الحقول والحياكة.
النقل البحري أمر بالغ الأهمية حيث توجد مجموعة متنوعة من خدمات النقل بين الجزر والجزيرة الرئيسية لاسكتلندا، تقلل نظم الملاحة الحديثة الآن من المخاطر ولكن في الماضي أغرقت البحار الهائجة العديد من السفن، الدين والموسيقى والرياضة جوانب مهمة من الثقافة المحلية، وهناك العديد من المحميات المخصصة لحماية البيئة الطبيعية.

## روابط خارجية
- الموقــع الرسمـي